# Shoreham (Vermont)
Shoreham és una població dels Estats Units a l'estat de Vermont. Segons el cens del 2000 tenia 1.222 habitants.

## Demografia
Segons el cens del 2000, Shoreham tenia 1.222 habitants, 453 habitatges, i 342 famílies. La densitat de població era de 10,8 habitants per km².
Per edats la població es repartia de la següent manera: un 27,5% tenia menys de 18 anys, un 6,1% entre 18 i 24, un 28,2% entre 25 i 44, un 25,9% de 45 a 60 i un 12,4% 65 anys o més.
L'edat mediana era de 38 anys. Per cada 100 dones de 18 o més anys hi havia 100 homes.
La renda mediana per habitatge era de 39.375 $ i la renda mediana per família de 43.958 $. Els homes tenien una renda mediana de 27.321 $ mentre que les dones 21.912 $. La renda per capita de la població era de 17.650 $. Entorn del 4,9% de les famílies i el 7,5% de la població estaven per davall del llindar de pobresa.